# Folkrepubliken Kinas nationaldag
Folkrepubliken Kinas nationaldag (förenklad kinesiska: 国庆节, traditionell kinesiska: 國慶節, pinyin: guóqìng jié) firas den 1 oktober för att fira Folkrepubliken Kinas grundande den 1 oktober 1949. Den 2 december samma år deklarerade folkrepublikens regering att 1 oktober skulle vara Kinas nationaldag.
Nationaldagen firas i Fastlandskina, Hongkong och Macau med olika aktiviteter anordnade av regeringen, däribland konserter och fyrverkerier.
Vid var femte nationaldag, till exempel 50, 55 och 60 år efter folkrepublikens grundande, anordnas stora officiella firanden av regeringen, däribland militäruppvisning på Himmelska fridens torg.

### Fotnoter
1. ↑  National Day celebrated across China _English_Xinhua. News.xinhuanet.com (1 oktober 2009). Läst 30 april 2011.